# Loodtoren van Brussel

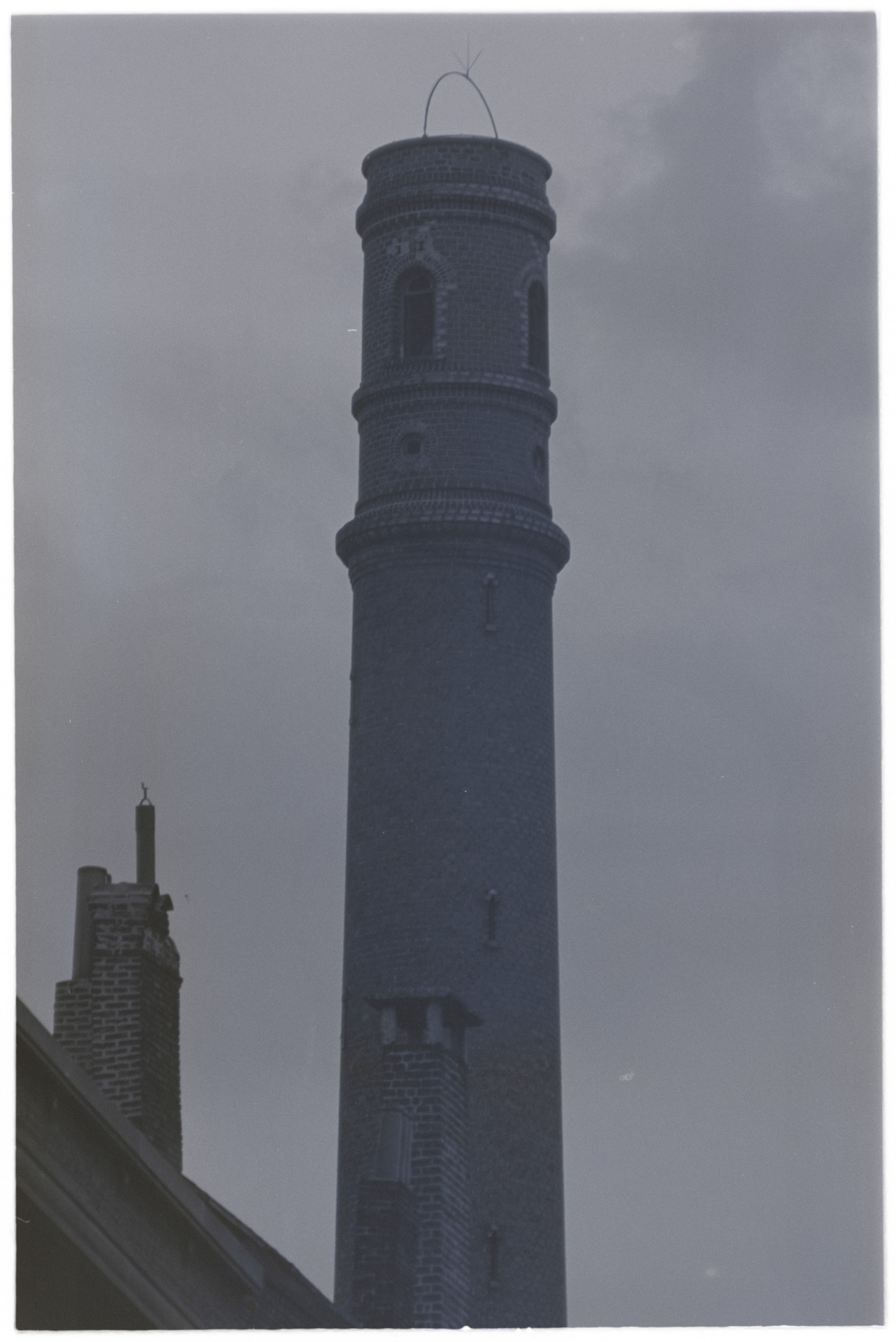
Loodtoren in Brussel

De loodtoren (of hageltoren) van Brussel is gebouwd in 1898 op het terrein van een voormalige buskruitfabriek, die daar al sinds 1832 stond, het bedrijf van weduwe Huygh. De toren werd gebouwd voor de firma Pelgrims en Bombeeck, loodgieters die de zaak overnamen van een zekere J. Hoedemaeker. De loodtoren was in gebruik tot 1962, waarmee het de langst in gebruik zijnde van België was. De loodtoren is in 1984 geclassificeerd als cultureel erfgoed.
De hageltoren is opgebouwd zoals een fabrieksschoorsteen. Hij werd opgetrokken uit mechanisch gevormde baksteen afkomstig van de Briqueteries de la Sambre te Lobbes. De ronde bakstenen structuur is 46 meter hoog en de diameter varieert van 4,7 meter aan de voet tot 3,1 meter aan de top. 
De torenschacht is voorzien van smalle schietgaten die door hun opstelling in schroeflijn de aanwezigheid van een binnentrap doen vermoeden. Onderaan bevindt zich een rondboogdeur die toegang geeft tot de torenschacht.
Op de oorspronkelijke bouwtekeningen zijn een lantaarn op de top en een koepeltje met weervaan te zien.

## Productie
De architectuur van dit bouwwerk, gelegen in de Brusselse Fabriekswijk, houdt verband met de productie van jachthagel (plomb de chasse, chilled shot). De jachtkogels moeten voldoen aan volgende eigenschappen: perfecte bolvormigheid, regelmatigheid in volume en gewicht en een bepaalde hardheid van het metaal. Om de vereiste kwaliteit te bekomen wordt arsenicum toegevoegd aan het lood.
De gevormde korrels vallen in vrije val door de schacht naar beneden en worden opgevangen in kuipen gevuld met water met natriumsulfide. Op die manier wordt de schok gedempt en wordt vervorming van de kogels voorkomen.